# Cairo (Nebraska)
Cairo (/ˈkɛəroʊ/ KARE-row, non /ˈkaɪəroʊ/ KYE-row) è un villaggio degli Stati Uniti d'America della contea di Hall nello Stato del Nebraska. La popolazione era di 785 abitanti al censimento del 2010. Fa parte dell'area metropolitana di Grand Island.

## Geografia fisica
Cairo è situata a 41°00′01″N 98°36′29″W (41.000409, -98.608083).
Secondo lo United States Census Bureau, ha un'area totale di 0,77 miglia quadrate (1,99 km²).

## Storia
Cairo fu fondata nel 1886 quando la Grand Island and Wyoming Central Railroad si era estesa fino a quel punto. Deve il suo nome alla città del Cairo, la capitale dell'Egitto. Molti dei nomi delle strade del villaggio rafforzano il tema "egiziano".
Cairo fu incorporata come villaggio nel 1892.

## Società

### Evoluzione demografica
Secondo il censimento del 2010, la popolazione era di 785 abitanti.

### Etnie e minoranze straniere
Secondo il censimento del 2010, la composizione etnica del villaggio era formata dal 96,8% di bianchi, lo 0,4% di afroamericani, lo 0,3% di nativi americani, l'1,5% di altre razze, e l'1,0% di due o più etnie. Ispanici o latinos di qualunque razza erano il 2,4% della popolazione.